# Wiewiórcze opowieści
Wiewiórcze opowieści (jap. シートン動物記 りすのバナー Shīton Dōbutsuki Risu no Banā) – japoński serial anime wyprodukowany w 1979 roku przez Nippon Animation w reżyserii Fumio Kurokawa. Zrealizowany na podstawie powieści Ernesta Thompsona Setona Bannertail: The Story of a Gray Squirrel wydanego w 1922 roku. W Polsce serial był emitowany od 16 sierpnia 1990 roku, najpierw w Kinie Teleferii, a później w niedzielnej wieczorynce na kanale TVP1 z polskim dubbingiem.

## Fabuła
Serial anime opowiada historię wiewiórki, wychowanej przez kotkę, która po pożarze zagrody i oddzieleniu od przybranej matki wyrusza do lasu, aby odszukać nowy dom.

## Bohaterowie
- Puschel – główny bohater serialu.
- Sue
- Graubart – dziadek Sue.
- Clay
- Lilly
- Felix i Rotbauch
- Spitzohr
- Wujek Uhu